# Той, Хто Чаїться у Темряві
«Той, Хто Чаїться у Темряві» (англ. The Haunter of the Dark, досл. «Ловець з Пітьми») — містична повість Говарда Лавкрафта, написана в листопаді 1935 року і вперше видана в грудневому номері журналу «Weird Tales» (Vol. 28, No. 5, p. 538-53) 1936 року. Повість належить до «Міфів Ктулху» і є продовженням до «The Shambler from the Stars» Роберта Блоха. Епіграфом до твору є друга строфа вірша Лавкрафта «Немезида» (1917).

## Сюжет
Молодий письменник і журналіст Роберт Блейк був знайдений мертвим у своєму будинку після грози. Далі автор розповідає про події, що цьому передували. Роберт, приїхавши до Провіденсу взимку 1934—1935 років, дізнається про покинуту старовинну церкву на околиці міста. Пишучи про відьомський культ в Мейні, що нібито зберігся досі, він не може закінчити свою працю і вирішує прогулятися містом. Блейк доходить до покинутої церкви, але зустрічає застороги від місцевих жителів не ходити до церкви, тому що в ній нібито оселилася нечиста сила.
Попри застереження, Роберт вирішує пробратися в таємничу церкву. Опинившись всередині, він розуміє зі знаків на стінах, що храм був місцем збору окультистів. Також, він знаходить там велику кількість магічних книг, з-поміж яких заборонені «Некрономікон», «De Vermis Mysteriis» і «Liber Ivonis». Блейк забирає знайдений чийсь записник та виявляє скриньку дивної форми з невідомого матеріалу. Всередині містився камінь (як він ще називає «Сяючий Трапецоедрон»), торкнувшись якого Блейк бачить о́брази інших світів. Після цього він помічає в церкві скелет, а поряд щоденник, з якого дізнається, що померлий був зниклим 42 роки тому журналістом. Роберт зауважує неясної природи ушкодження кістяка, знову мимовільно дивиться в камінь і отримує нові видіння. Та цього разу Блейк жахається й чує присутність поряд ще когось, тому тікає з церкви.
Наступні тижні Роберт присвячує розшифровці записів із забраного записника. Врешті йому вдається розшифрувати криптограми й прочитати про Сяючий Трапецоедрон, який побував святинею в численних цивілізацій. Тим часом містом ширяться чутки про нечисту силу біля церкви. Двоє журналістів, які наважуються пробратися до церкви, повідомляють про зміни в ній: зникнення скелета і обвуглення конструкцій. Особливо вони звертають увагу на обстановку, ніби хтось намагався сховатися від денного світла, яке проникає всередину. Сам Роберт стає через це нервовим та відлюдькуватим.
Через кілька днів, під час сильної грози, у всьому місті вимкнулася електрика, лишивши Провіденс без світла. Місцеві жителі, відчувши нестерпний сморід, побачили, як з дзвіниці церкви виникла сіра безформна маса. Наступного дня Роберта Блейка було знайдено мертвим у себе у квартирі. У його нотатках говорилося про те, що сутність з каменя знайшла його. Забобонний лікар, котрий і знайшов тіло, відшукав та викинув Сяючий Трапецоедрон в річку. Блейкові ж записи списали на надмірну уяву та невроз, підсилений інтересом до містики.

## Адаптації
- Однойменний комікс Джина Колана в журналі «Marvel's Journey into Mystery» #4 (1973).
- Комікс Альберто Брессіа 1975 року.
- «The Haunter of the Dark: And Other Grotesque Visions» — комікс Джона Кулзарта 1988 року, що був перевиданий в 1999.
- «Pickman's Muse» — фільм Роберта Капелетто, що використовує елементи повісті (2009)[1].
- Однойменний анімаційний фільм (машиніма) Філа Брауні (2011)[2].